# Zio Paperone e la guerra dei wendigo
Zio Paperone e la guerra dei wendigo è una storia a fumetti di Don Rosa del 1991; riprende la storia di Carl Barks Paperino nella terra degli indiani pigmei.

## Trama
La storia comincia con Paperone, Paperino e i tre nipotini Qui, Quo e Qua, che si trovano nella foresta di proprietà dello zio Paperone in Ontario, dove vi è una cartiera che però inquina molto. Mentre loro stanno parlando sentono uno sparo e si precipitano a vedere cosa è successo, trovando degli operai della cartiera che hanno sparato per cercare di allontanare i Wendigo che da tempo li tormentano. Così Paperone e i nipoti partono per cercare i Wendigo (poiché nessun dipendente di Paperone si era offerto volontario). Durante la notte però Paperone viene rapito dagli indiani Pikoletos che si trovano in terre da lui acquistate (vedi Zio Paperone e gli indiani pigmei); successivamente gli spiegano che la sua fabbrica ha distrutto la loro vita quotidiana e allora Paperone decide di chiudere l'industria ma gli indiani non si fidano più di lui e, allora, Paperone manda una lettera al direttore della cartiera per comunicargli la sua volontà di chiudere la fabbrica ma questi,  però, considera la lettera un falso. Così i pigmei, che hanno la capacità di parlare con tutti gli animali, radunano tutti quelli all'interno della foresta e partono all'attacco della cartiera; loro non hanno però intenzione di distruggerla poiché l'hanno giurato e allora la cartiera viene distrutta da Paperone che apprende che salvare la natura, porta sì costi e guadagni minori, ma porta dei frutti che egli prima non amava e ora invece sì.

## Curiosità
In questa storia vi è un D.U.C.K. nella prima vignetta della prima tavola, su dei fiori in basso a sinistra, e un altro nella prima vignetta, della diciannovesima tavola, su una fascia di un pigmeo, in basso a sinistra.